# Lepidoblepharon ophthalmolepis
Lepidoblepharon ophthalmolepis är en fiskart som beskrevs av Weber, 1913. Lepidoblepharon ophthalmolepis ingår i släktet Lepidoblepharon och familjen Citharidae. Inga underarter finns listade i Catalogue of Life.